# Castillo de Soto (Aller)
El Castillo de Soto de Aller, situado en el concejo de Aller, en el Principado de Asturias, España, es una fortaleza española situada en el pueblo de Soto de Aller. Su origen se remonta al siglo XII, aunque los restos actuales datan principalmente del siglo XIV, cuando fue reconstruido para satisfacer las necesidades defensivas y residenciales de la nobleza local.
Este castillo fue residencia de influyentes familias nobles, en particular los García de Soto, quienes desempeñaron un papel clave en la historia de la región. Su estructura, compuesta por torres cilíndricas y robustos muros, refleja el estilo gótico tardío típico de las fortificaciones medievales de la época.
A lo largo de los siglos, el castillo se adaptó a diversos usos, combinando funciones defensivas y domésticas. Durante la guerra de independencia española contra las tropas napoleónicas, se utilizó como refugio para los guerrilleros locales. Sin embargo, a partir del siglo XIX, comenzó a caer en desuso y sufrió un progresivo deterioro, quedando en ruinas y con serio peligro de derrumbe.
En 2022, el castillo fue objeto de una gran restauración, realizada entre los meses de abril y agosto, con el objetivo de estabilizar y preservar sus restos. el Castillo de Soto de Aller sigue siendo un símbolo de la historia y la cultura de Asturias.
En este Castillo pasó temporadas Urraca la Asturiana, hija ilegítima de Alfonso VII que se casó con el rey de Pamplona Garcia Ramirez. Su padre le concedió el título de Reina de Asturias pero sometida al Reino de León. En un intento independentista de nobles astures en la que no se sabe  si participó con su segundo marido, por eso luego la desposeyó del título.Se retiraron a Palencia donde su marido tenía distintos territorios y al morir se enterró en la catedral de esta ciudad. 
Fue declarado Bien de Interés Cultural el 10 de julio de 1975.